# Impéria
Automobiles Impéria var en belgisk biltillverkare som verkade i Nessonvaux, provinsen Liège mellan 1904 och 1958. 
Adrien Piedbœuf började tillverka motorcyklar i Liège innan han gick vidare till biltillverkning. 1906 flyttade Impéria till en nybyggd anläggning i Nessonvaux. 1928 anlades en testbana på fabriksbyggnadernas tak, likt Fiats anläggning i Lingotto.
Under några år i slutet av 1920-talet köpte Impéria upp huvuddelen av sina belgiska konkurrenter, Métallurgique, Excelsior och Nagant. 1934 gick man samman med den sista inhemska konkurrenten Minerva men fusionen upplöstes igen 1939.
Från 1934 byggde Impéria framhjulsdrivna bilar på licens från tyska Adler med egna karosser. Efter andra världskriget presenterade man återigen en egen bil, baserad på Adler-teknik men från 1949 upphörde tillverkningen och Impéria ägnade de sista åren åt att montera brittiska Standard Vanguard-bilar för den belgiska marknaden.

## Bildgalleri

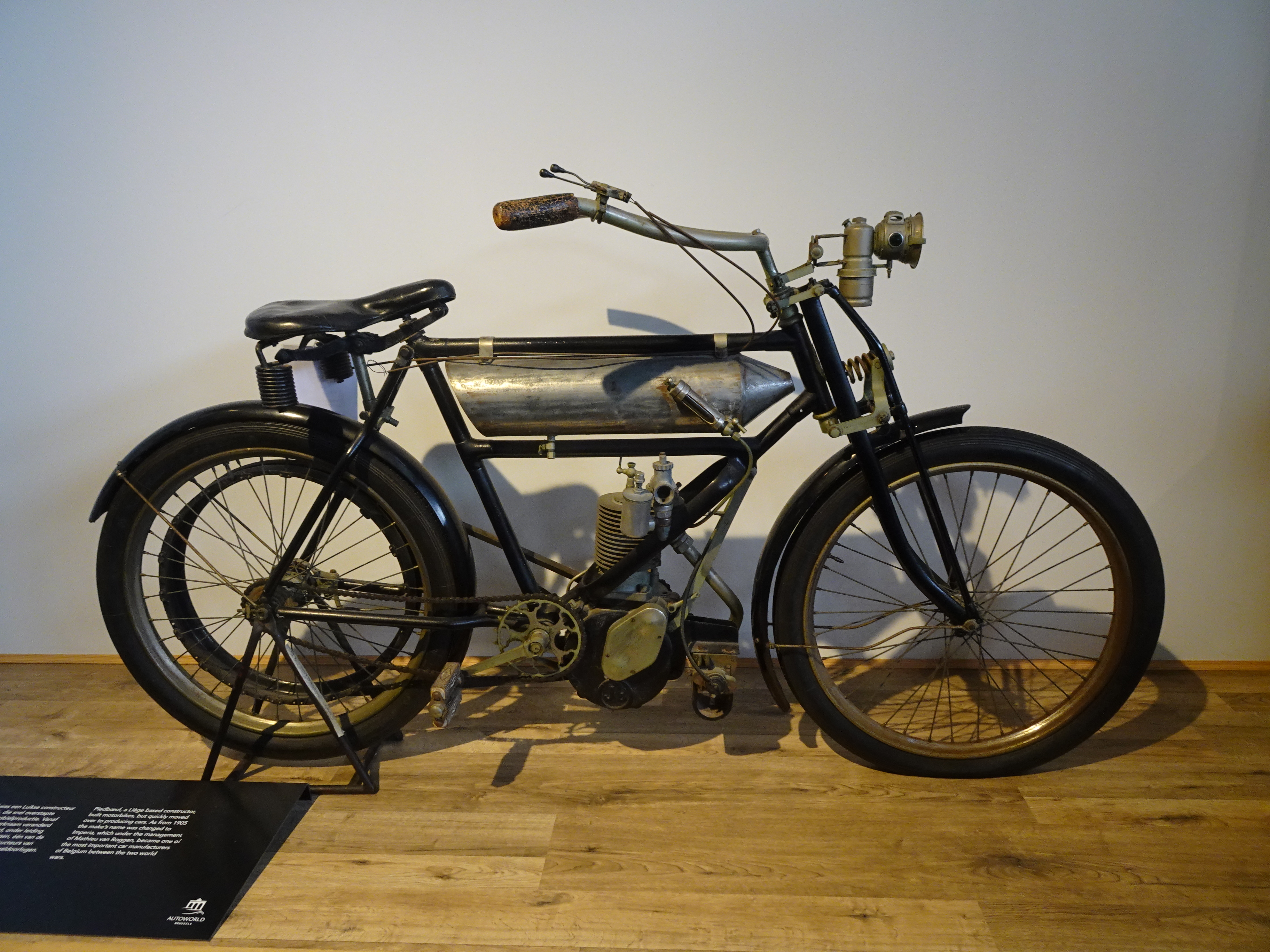
Piedbœuf motorcykel.
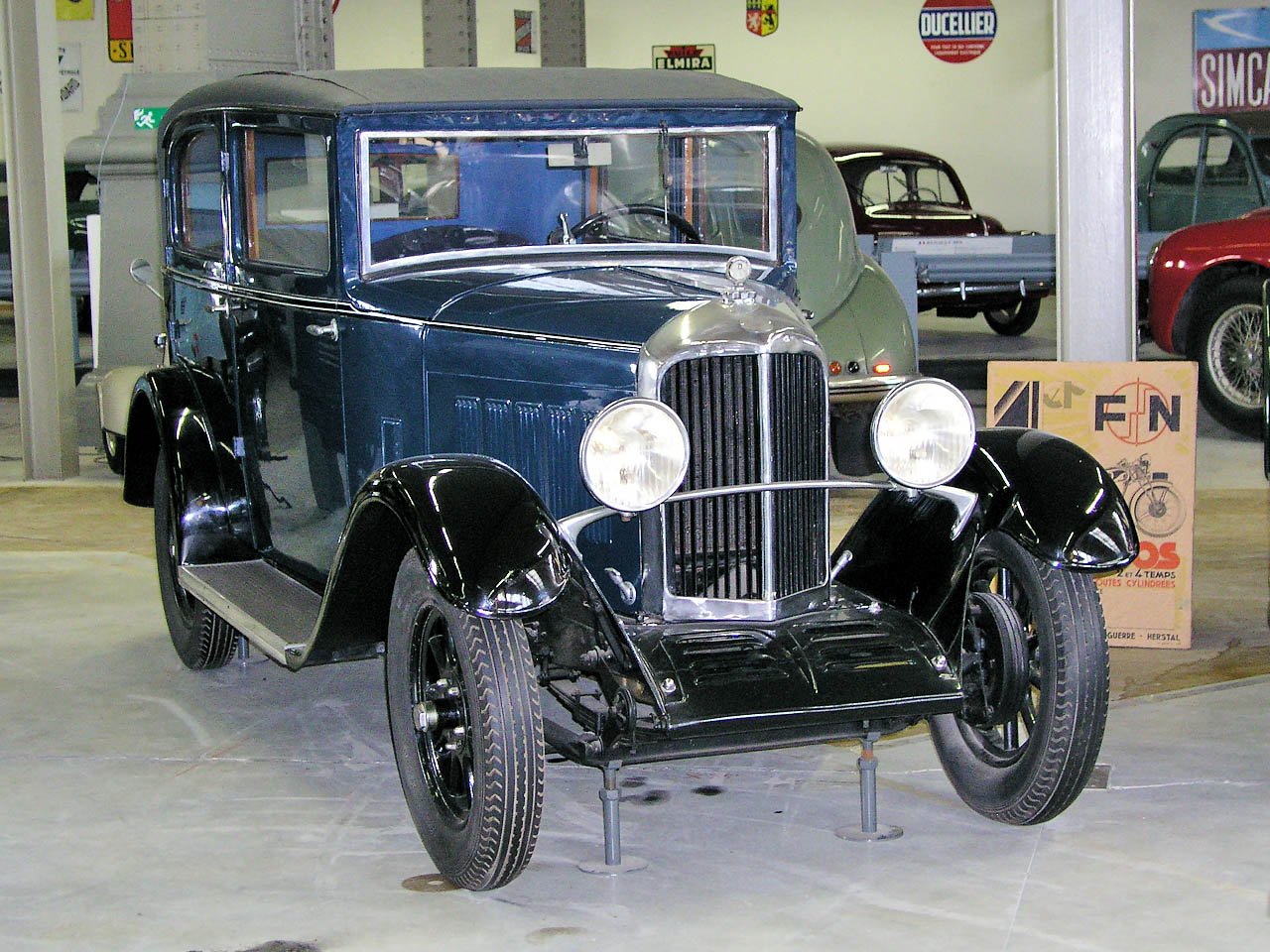
Imperia 7-25 CV 1932.
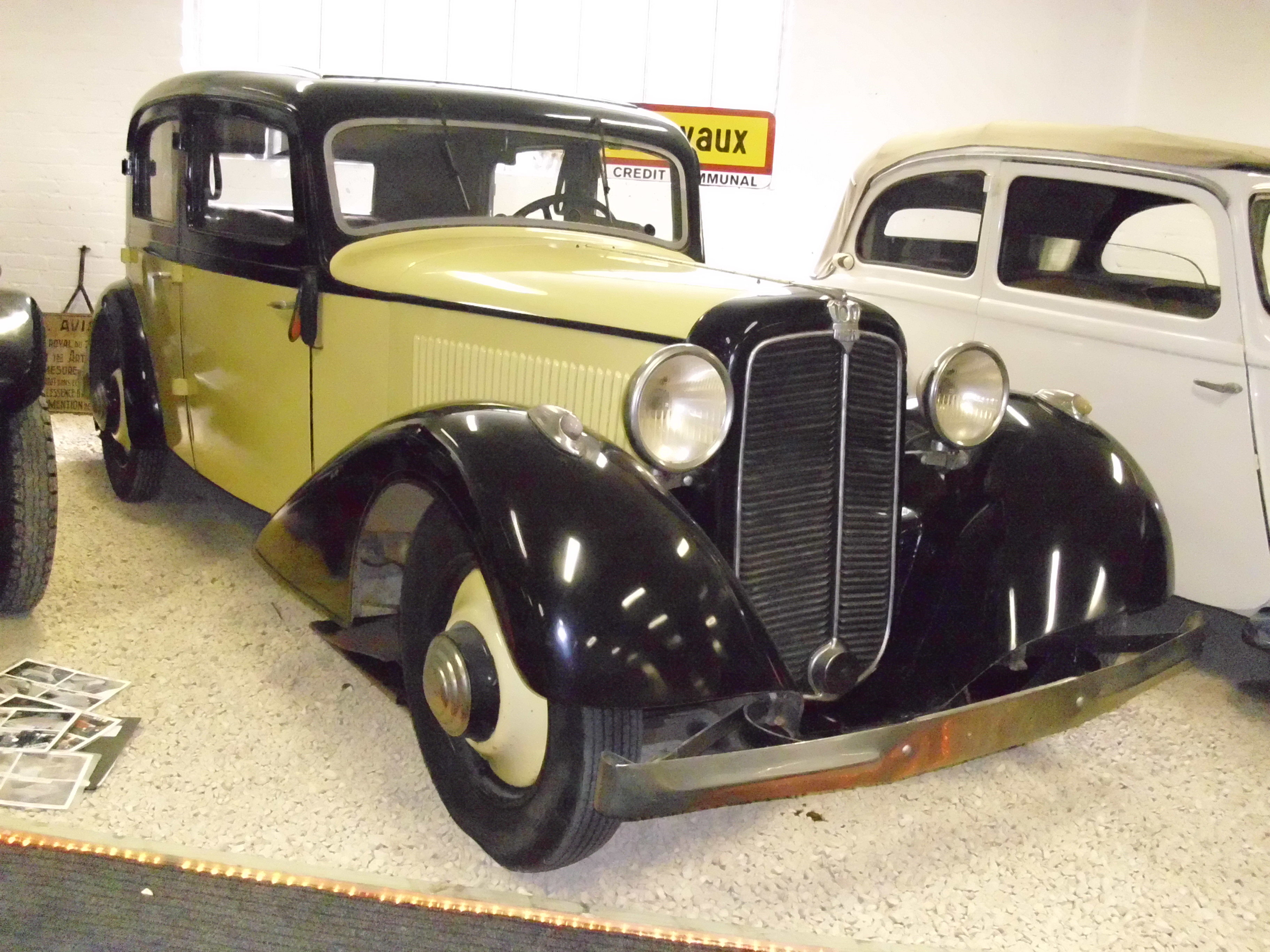
Imperia TA-9 1935.
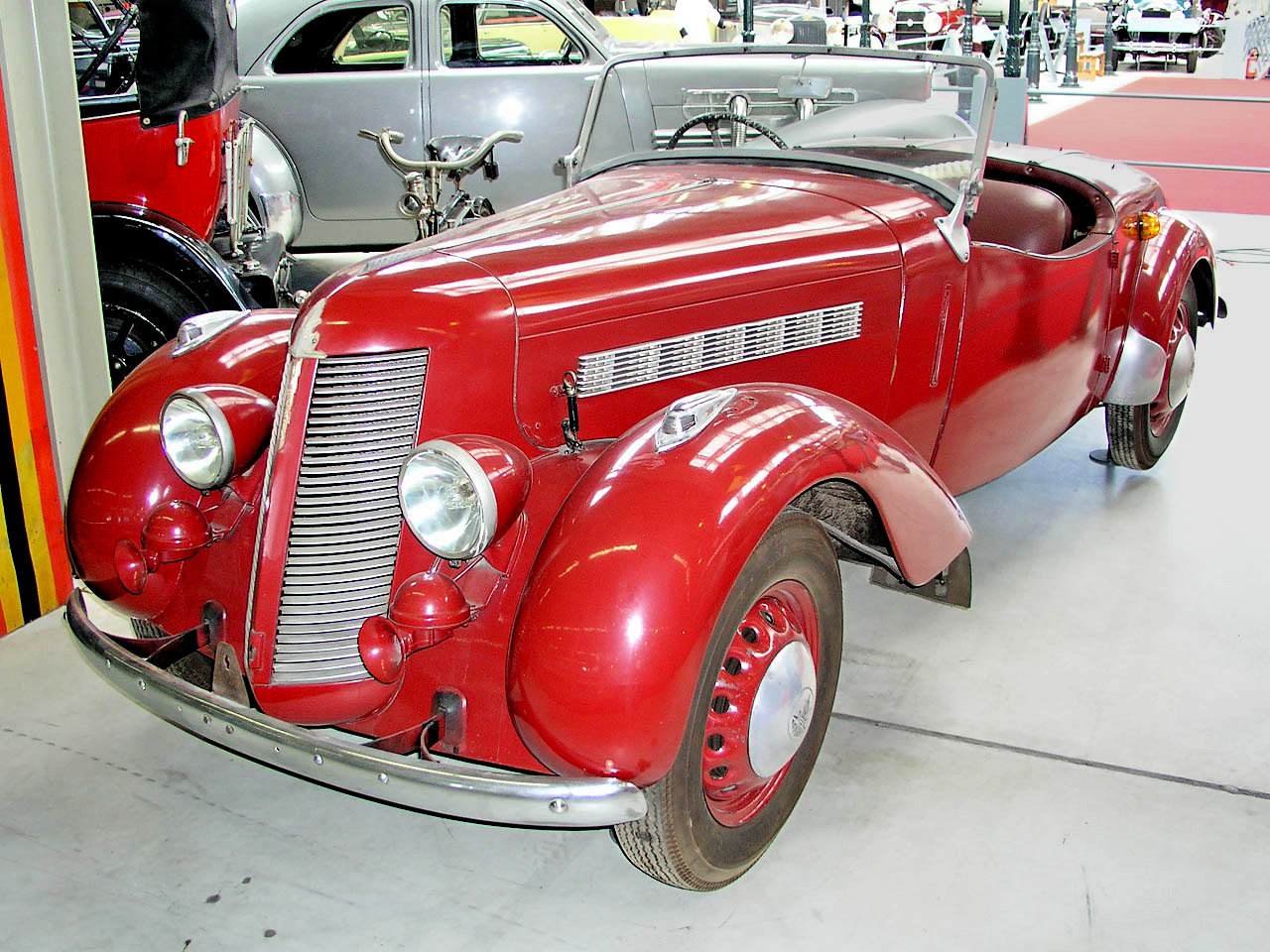
Imperia TA-8 Sport 1948.
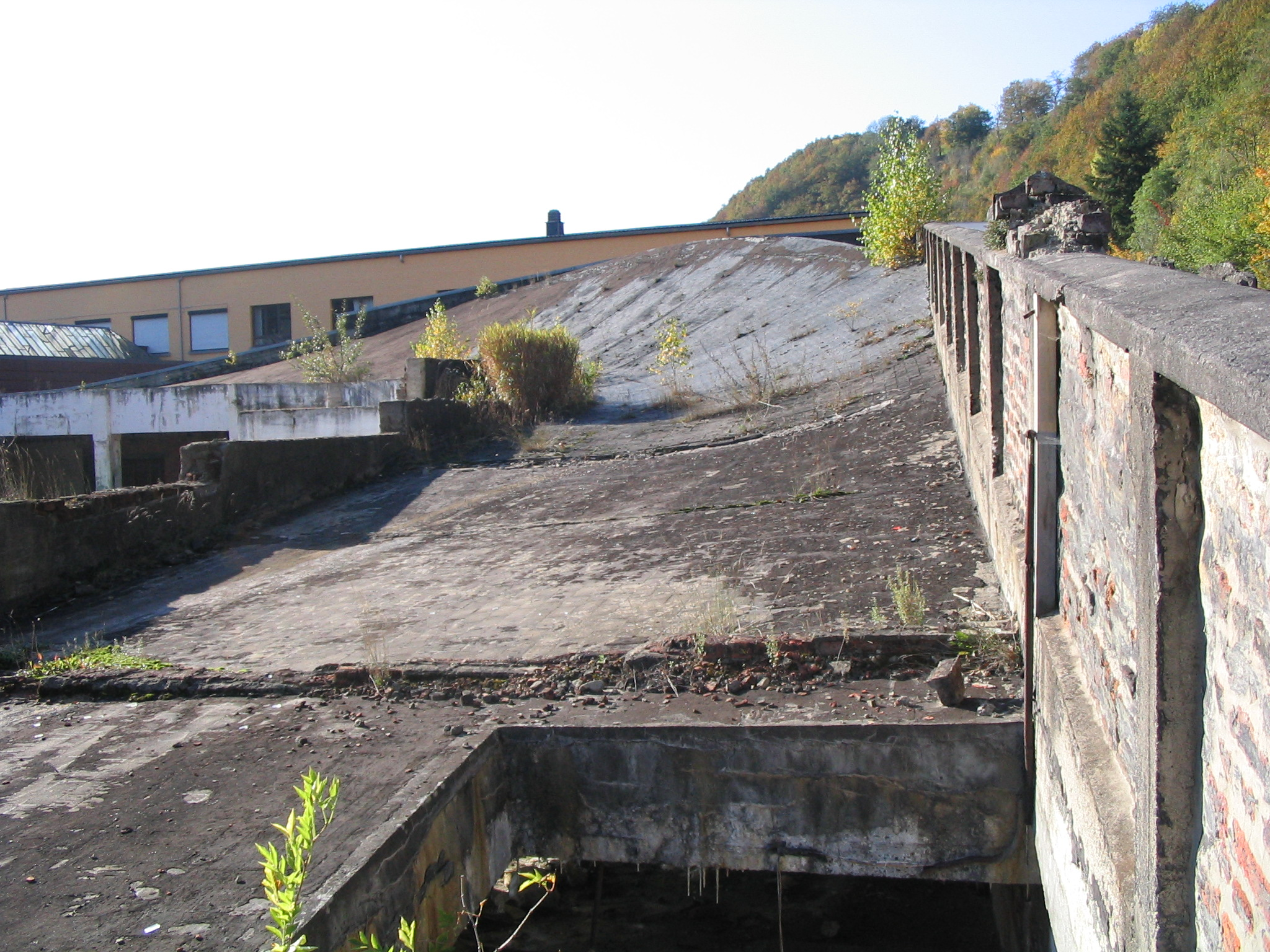
Testbanan anlagd på fabrikstaket.